# The Sword (groupe)
Pour les articles homonymes, voir The Sword.
The Sword est un groupe de doom metal américain, originaire d'Austin, au Texas. Le groupe est composé du chanteur, compositeur et producteur John « J,D » Cronise, du guitariste Kyle Shutt et du bassiste et ingénieur Bryan Richie. Leur batteur, Trivett Wingo, a annoncé le 11 octobre 2010 qu'il quittait le groupe, ne désirant plus continuer l'aventure.
Ils sont actuellement sous le label new yorkais Kemado Records. Leur premier album, Age of Winters, sorti en 2006, reflète majoritairement le travail de Cronise. Le succès vint avec leur second album, Gods of the Earth en 2008, et une tournée mondiale avec Metallica, qui les fit connaître auprès d'un large public. Leur album Warp Riders, disponible depuis le 24 août 2010, est centré sur une histoire de science-fiction écrite par Cronise.
John D. Cronise annonce en octobre 2022 la dissolution du groupe.

## Biographie

### Formation et débuts (2003–2007)

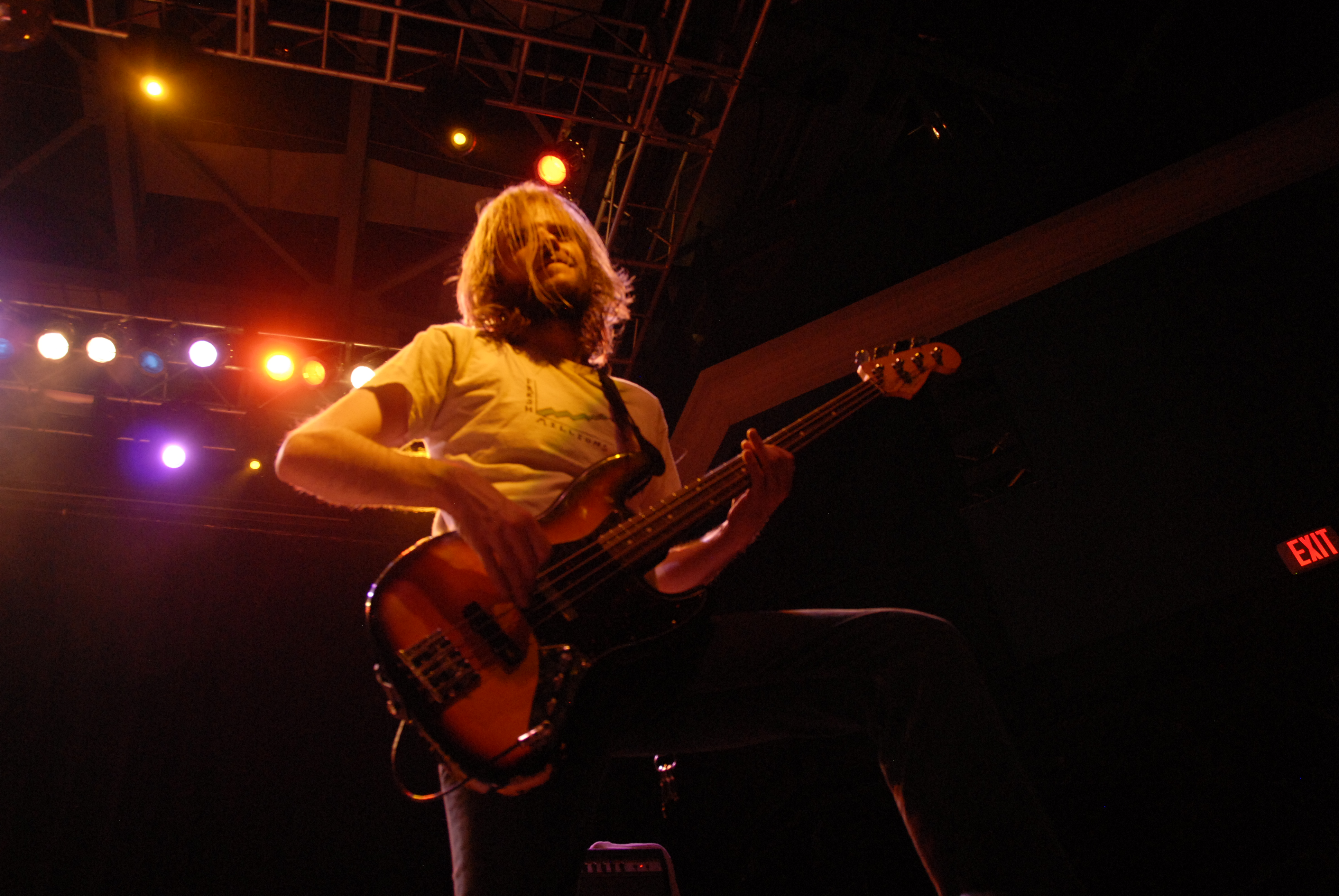
Bryan Richie, le dernier membre à rejoindre The Sword, en 2004.

Après avoir enregistré et écrit de lui-même des chansons « pendant un an », le chanteur et guitariste John D. « J.D. » Cronise forme The Sword en 2003 avec le guitariste Kyle Shutt et le batteur Trivett Wingo,. Cherchant à nommer le groupe, Cronise trouve « incroyable » qu'un tel nom comme The Sword n'ait été déjà utilisé ; cependant, deux autres groupes s'appelaient déjà Sword, incluant le groupe de heavy metal canadien.
Le trio joue son premier concert le 19 janvier 2003 au Beerland d'Austin, au Texas, et publie sa première démo Age of Winters avant la fin de l'année. Le bassiste Bryan Richie les rejoint pour compléter la formation en 2004. Avant la formation de The Sword, Cronise et Wingo jouaient ensemble dans le groupe Ultimate Dragons de Richmond, en Virginie, et Shutt et Richie jouaient dans d'autres groupes originaires du Texas « unis par l'amour pour Led Zeppelin. » Cronise jouait aussi dans un groupe appelé Those Peabodys, mais le quitte car il avait « besoin de quelque chose de plus lourd. » Après leur première performance sur scène en tant que quartette, le label Sound on Sound Records signe le groupe le 17 mars 2004, et publient leur deuxième démo, suivie l'année suivante par un extended play (EP) intitulé Freya.
Après le festival South by Southwest en 2005, The Sword signe au label Kemado Records, sous la recommandation du guitariste Mark Morton de Lamb of God. Le groupe publie son premier album, Age of Winters, en février 2006,. En soutien à l'album, le groupe tourne en 2006 et 2007, aux côtés notamment de Lacuna Coil et Trivium aux États-Unis, Nebula et Clutch en Europe, et Lamb of God au Japon. En novembre 2006, une reprise de la chanson Freya est incluse dans le jeu vidéo Guitar Hero II, et la chanson originale est publié comme single en septembre 2007. Age of Winters n'atteint pas les classements, mais il est bien accueilli par la presse spécialisée comme AllMusic.

### Gods of the Earth(2007–2009)
En juin 2007, le groupe participe à une nouvelle chanson, Under the Boughs (par la suite incluse dans leur deuxième album), sur la compilation Invaders du label Kemado. Le groupe publie aussi un split EP avec le groupe de doom metal suédois Witchcraft, le même mois, contribuant avec la chanson Sea of Spears et la reprise de Immigrant Song de Led Zeppelin. Gods of the Earth est le deuxième album du groupe, publié le 1er avril 2008. L'album, dont l'écriture est plus collaborative que le précédent, mène le groupe à atteindre la 102e place du Billboard 200. En soutien à l'album, le groupe tourne au Gods of the Earth Tour avec Machine Head, Lamb of God et Clutch ; le groupe joue aussi avec Metallica durant leur European Vacation Tour en juillet 2008, et revient en acte d'ouverture au World Magnetic Tour de 2009.
Un coffret double-disques comprenant les deux premiers albums Age of Winters et Gods of the Earth est publié le 25 novembre 2008,, et la chanson The Black River issue de Gods of the Earth est ensuite incluse dans le jeu vidéo Guitar Hero: Metallica. La chanson Celestial Crown du groupe est incluse dans la bande-son du film Jennifer's Body et la chanson Maiden, Mother and Crone dans le film Horsemen et en mars 2009, The Sword remporte deux récompenses : le High Times Doobie Award et l'Austin Music Award du meilleur groupe de metal,.

### Changement de style (2009–2010)

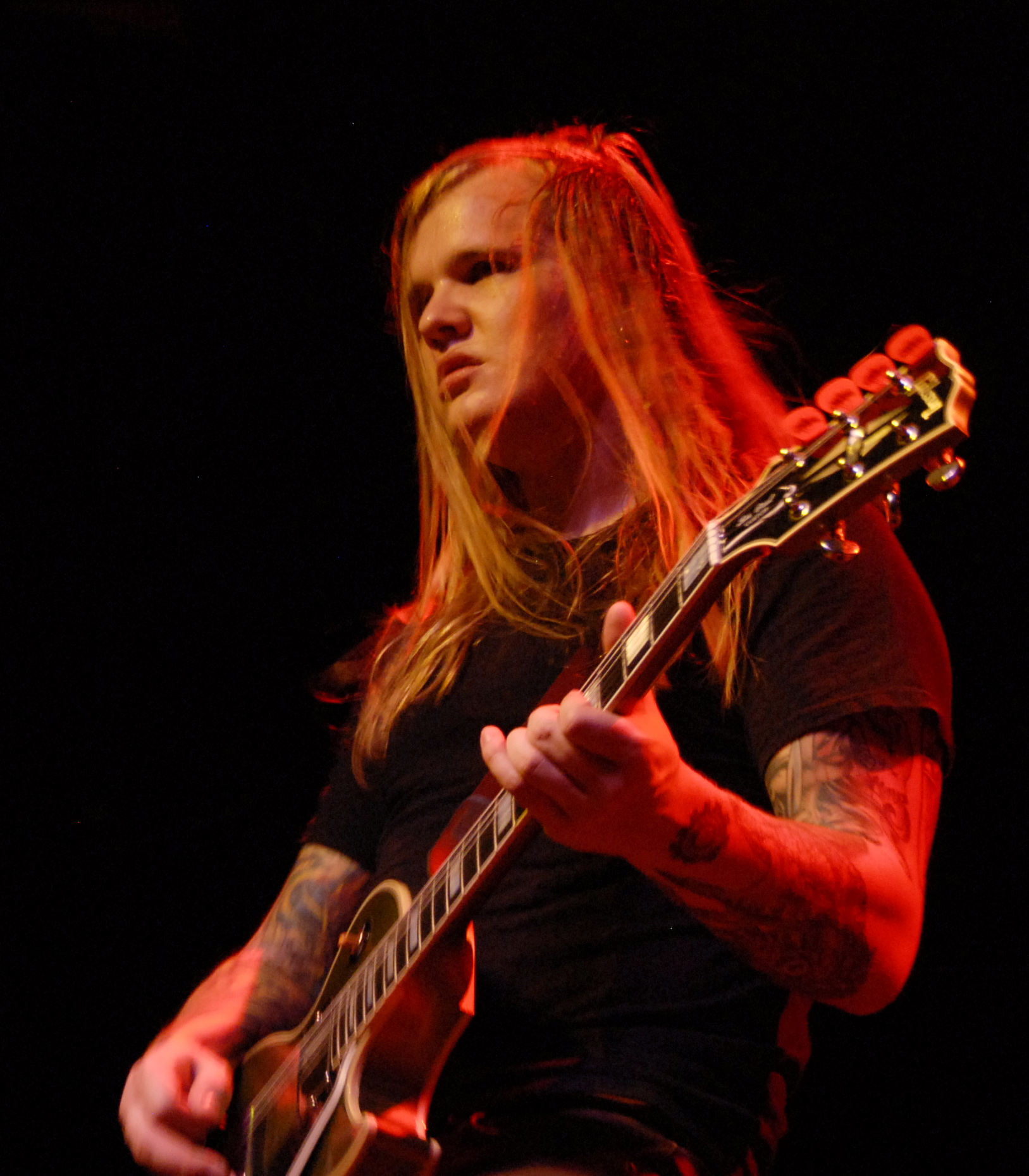
Kyle Shutt est crédité sur Warp Riders.

The Sword passe le restant de l'année 2009 à écrire un troisième album qui prend la forme d'un « album-concept centré sur une histoire typée science-fiction » et s'oriente plus hard rock que les précédents opus du groupe. Certaines chansons sont jouées au Fun Fun Fun Fest en novembre 2009. L'enregistrement de la suite de Gods of the Earth débute en février 2010 avec Matt Bayles. L'enregistrement de l'album, intitulé Warp Riders, est terminé en avril.
En mai, le groupe contribue à un split pour la deuxième fois, avec une reprise de la chanson Cold Sweat de Thin Lizzy. En juillet, le single principal de Warp Riders, Tres Brujas, est publié en téléchargement payant, et un live EP, intitulé iTunes Festival: London 2010 (enregistré au iTunes Festival à Londres le 3 juillet), est aussi publié sur iTunes en exclusivité. Publié en août, Warp Riders surpasse la performance commerciale de Gods of the Earth lorsqu'il débute 47e au Billboard 200, avec 9 000 exemplaires vendus la première semaine. Le groupe soutient encore Metallica dans plusieurs tournées en septembre en Australie, Nouvelle-Zélande et au Japon.

### Du nouveau batteur àApocryphon(2010–2013)

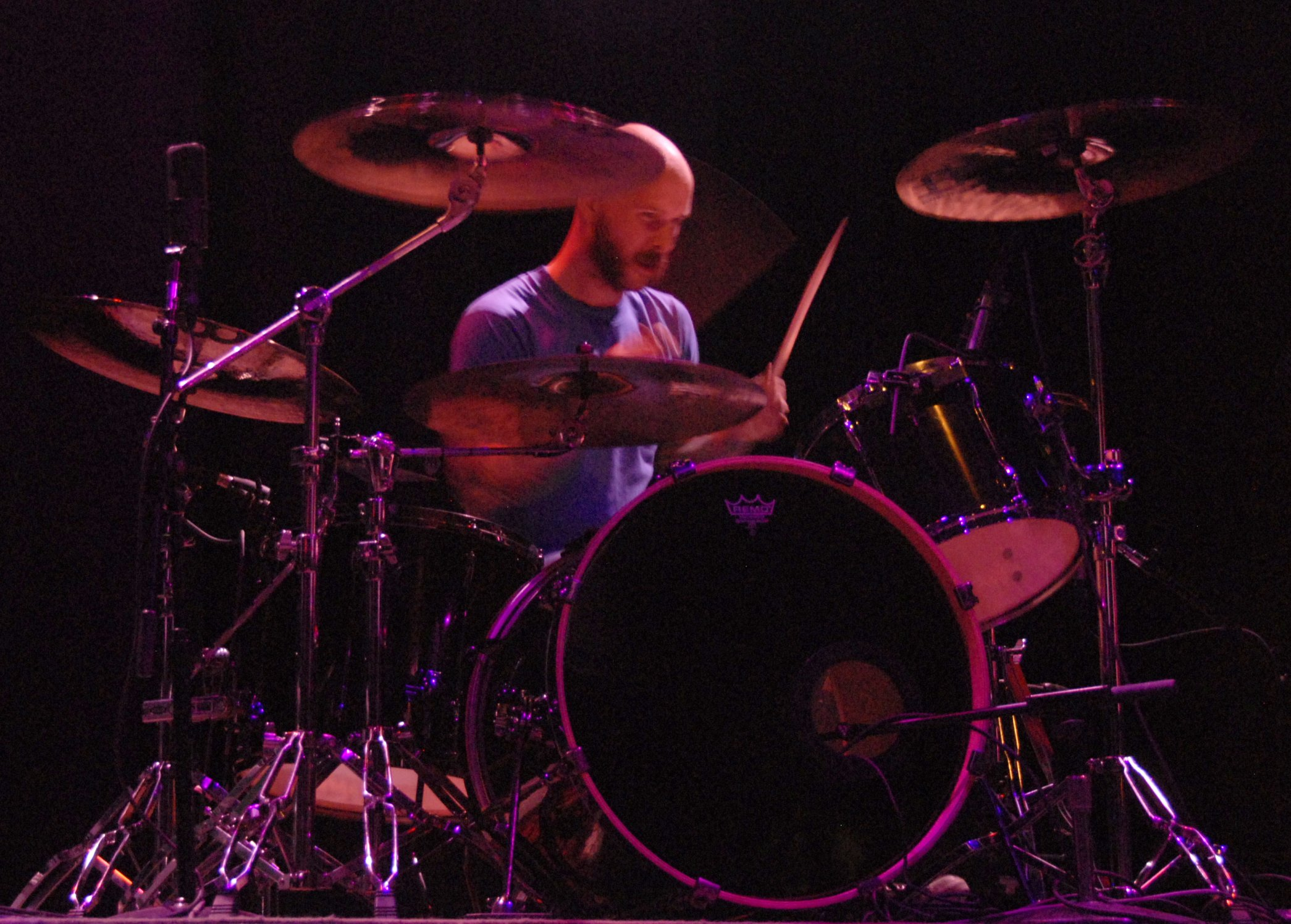
Kevin Fender remplace Trivett Wingo en 2010, et participe aux tournées de The Sword jusqu'en 2011.

Ayant prévu cinq dates de leur Warp Riders Tour, The Sword est forcé d'annuler leurs dates après le départ du batteur Trivett Wingo. Sur la décision de son départ, Wingo commente qu'il ne se sentait « physiquement et émotionnellement incapable de continuer avec le groupe,. »
En octobre 2011, Fender et remplacé par Santiago « Jimmy » Vela III et le groupe passe la fin 2011 à tourner. Le guitariste Kyle Shutt parle par la suite du changement de batteur en 2012, expliquant que Wingo « n'a fait que chier sur le groupe » quand il est parti.

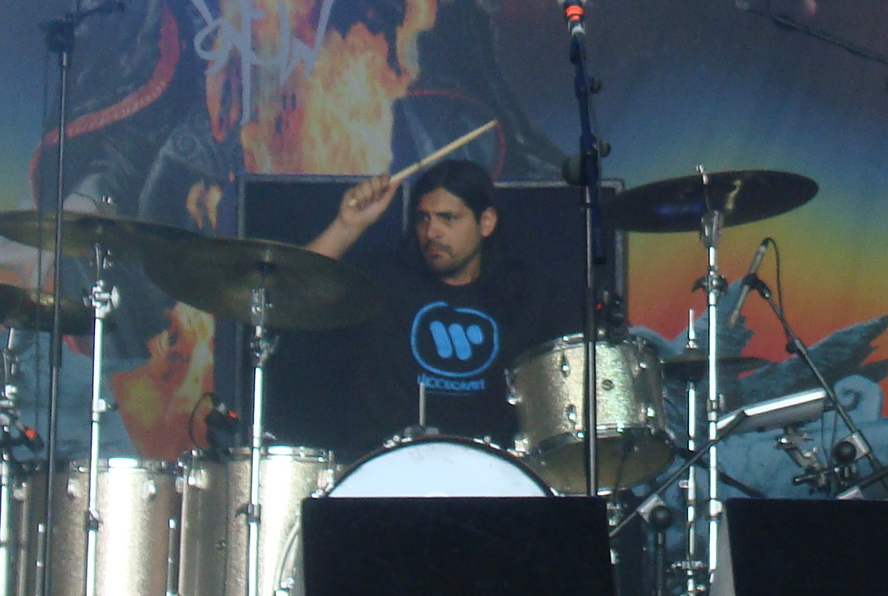
Jimmy Vela se joint au groupe en 2011.

En mars 2012, The Sword est annoncé avoir signé un contrat avec le label Razor & Tie, prévoyant un quatrième album pour juin. En mai, le groupe publie le single Hammer of Heaven, une chanson originellement enregistrée en 2003 pour la démo Age of Winters, qui est plus tard inclus dans le film The Avengers. Pendant les enregistrements de leur nouvel album, le groupe ne joue que quelques concerts en 2012, en particulier au festival Orion Music + More organisé en l'honneur de Metallica en juin.
Aux côtés du producteur J. Robbins, le groupe enregistre la suite de Warp Riders aux Magpie Cage Studios de Baltimore, dans le Maryland entre juin et juillet 2012. L'album qui en résulte, Apocryphon, est publié en octobre 2012 et débute 17e du Billboard 200, avec plus de 16 000 exemplaires la première semaine. La tournée Apocryphon Tour commence la semaine qui suit aux États-Unis et continue à l'international entre 2012 et 2013.

### Reconnaissance internationale (depuis 2014)
L'écriture de leur cinquième album débute à la fin de 2014, qui est enregistré entre mars et avril 2015 avec l'ancien guitariste de Grupo Fantasma Adrian Quesada,. Avant l'album, le groupe entame une mini-tournée entre le 11 et le 14 mars, visitant quatre villes de Louisiane, du Tennessee et de l'Oklahoma. High Country est publié me 21 août et la tournée High Country Tour est lancée en Europe le même jour. L'album est leur premier à atteindre les charts hors du Royaume-Uni et des États-Unis, dont la 74e place du Australian Albums Chart et la 91e des classements allemands,. Il atteint la 30e place du Billboard 200.
En avril 2016, le groupe publie John the Revelator au Record Store Day. En septembre 2016 sort Low Country, un album sur lequel le groupe reprend quinze de ses titres en acoustique. L'année suivante ils annoncent la sortie d'un album live intitulé Greeting From....

## Membres

### Membres actuels
- J. D. Cronise – chant, guitare (depuis 2003)
- Kyle Shutt – guitare (depuis 2003)
- Bryan Richie – basse (depuis 2003)
- Santiago Vela III – batterie (depuis 2010)

### Anciens membres
- Trivett Wingo – batterie (2003-2010)

## Discographie

### Albums studio
- 2006 : Age of Winters
- 2008 : Gods Of The Earth
- 2010 : Warp Riders
- 2012 : Apocryphon
- 2015 : High Country
- 2018 : Used Future

### Albums live
- 2017 : Greetings From...